# Bisdom Iztapalapa
Het bisdom Iztapalapa (Latijn: Dioecesis Iztapalapanus) is een rooms-katholiek bisdom met als zetel Iztapalapa, een gemeente in Mexico-Stad, in Mexico. Het bisdom is suffragaan aan het aartsbisdom Mexico. 

## Geschiedenis
Het bisdom werd opgericht op 28 september 2019, uit delen van het aartsbisdom Mexico.

## Parochies
Het bisdom had in 2021 een oppervlakte van 117 km2 en telde 1.855.290 inwoners waarvan 83,0% rooms-katholiek was.

## Bisschoppen
- Jesús Antonio Lerma Nolasco (28 september 2019 - 14 augustus 2021)
- Jorge Cuapio Bautista (14 augustus 2021 - heden)

Mexico (aartsbisdom) · Azcapotzalco · Iztapalapa · Xochimilco